# 3-й Котельнический переулок
3-й Коте́льнический переу́лок — улица в центре Москвы в Таганском районе между Гончарной улицей и Котельнической набережной.

## История
До 1954 года — Старый Космодамианский, по церкви Космы и Дамиана Старого, известной с начала XV века (сломана в 1936 году). 2-й Котельнический назывался Новый Космодамианский по соседней церкви Космы и Дамиана Нового. Современное название — по существовавшей в этой местности дворцовой Котельнической слободе, где жили мастера, изготовлявшие котлы.

## Описание
3-й Котельнический переулок начинается от Гончарной, проходит на запад, спускается к Москве-реке до Котельнической набережной.

## Здания и сооружения
По нечётной стороне:
- № 13/15, строение 1 — представительство Республики Татарстан;